# Telmatochromis dhonti
Telmatochromis dhonti är en fiskart som först beskrevs av Boulenger, 1919.  Telmatochromis dhonti ingår i släktet Telmatochromis och familjen Cichlidae. IUCN kategoriserar arten globalt som livskraftig. Inga underarter finns listade i Catalogue of Life.